# Grip It! On That Other Level
Grip It! On That Other Level è il secondo album del gruppo hip hop statunitense Geto Boys (all'epoca noto come Ghetto Boys), pubblicato il 12 marzo 1989. L'album è distribuito da Rap-A-Lot che lo ripubblica nel 1992 (con Priority Records), 1995 (con Noo Trybe Records), 2002 e 2003 (con J. Prince) per il mercato degli Stati Uniti.
Per questo lavoro, il gruppo è formato da Scarface, Willie D e Bushwick Bill. DJ Ready Red diviene il quarto membro dei Ghetto Boys.

## Background e ricezione
Nel 1988, il fondatore della Rap-A-Lot James Prince decide di investire sui Ghetto Boys. Dopo il fallimento di pubblico e critica di Making Trouble, Prince decide di portare i Ghetto Boys in un'altra direzione, tenendo DJ Ready Red e il leader del gruppo Bushwick Bill, ma togliendo Sire Jukebox e Prince Johnny C, poiché i due erano troppo inclini a copiare gli artisti di New York City.
Willie D aveva firmato con l'etichetta come artista solista nel 1988 e – nonostante la sua inizialmente riluttanza poiché voleva incidere un album solista – fu aggiunto al gruppo da Prince. Nello stesso periodo Akshen sta guadagnando notorietà nella comunità hip hop di Houston: si organizza un'audizione con Akshen e il fratello di Prince a casa di DJ Ready Red per ottenere l'ultimo posto nei Ghetto Boys e la battle rap è vinta da Akshen, che successivamente cambierà nome in Scarface.
Le registrazioni per l'album iniziano nel 1988 e si concludono nei primi mesi del 1989. L'album ottiene buone recensioni dalla critica e si ritaglia una vetrina sia nell'East Coast sia nella West Coast, dove il southern hip hop era prevalentemente ignorato. Dopo il successo dell'album, James Prince rivelò che se Grip It! On That Other Level non fosse stato un successo, avrebbe chiuso la Rap-A-Lot e abbandonato l'industria musicale.
Il secondo disco dei Ghetto Boys raggiunge sia la Billboard 200 sia la chart dedicata alle produzioni hip hop. La rivista specializzata The Source gli assegna il punteggio massimo di 5 mic!, mentre Allmusic recensisce il secondo lavoro del gruppo con 3/5 stelle.
| Recensione | Giudizio |
| ---------- | -------- |
| AllMusic   | [ 1 ]    |
| The Source | [ 3 ]    |

## Tracce
1. Do It Like It G.O. – 4:36
2. Gangster Of Love – 5:42
3. Talkin' Loud Ain't Saying Shit – 5:08
4. Read These Nikes – 3:42
5. Size Ain't Shit – 3:41
6. Seek And Destroy – 3:31
7. No Sell Out – 4:40
8. Let A Ho Be A Ho – 4:34
9. Scarface – 5:08
10. Life In The Fast Lane – 3:17
11. Trigga Happy Nigga – 4:48
12. Mind Of A Lunatic – 5:25

Durata totale: 54:12

## Classifiche

### Classifiche settimanali
| Classifica (1989)         | Posizione massima |
| ------------------------- | ----------------- |
| Stati Uniti               | 166               |
| US Top R&B/Hip-Hop Albums | 19                |